# Lacerta media
Lacerta media là một loài thằn lằn trong họ Lacertidae. Loài này được Lantz & Cyrén mô tả khoa học đầu tiên năm 1920.

## Hình ảnh

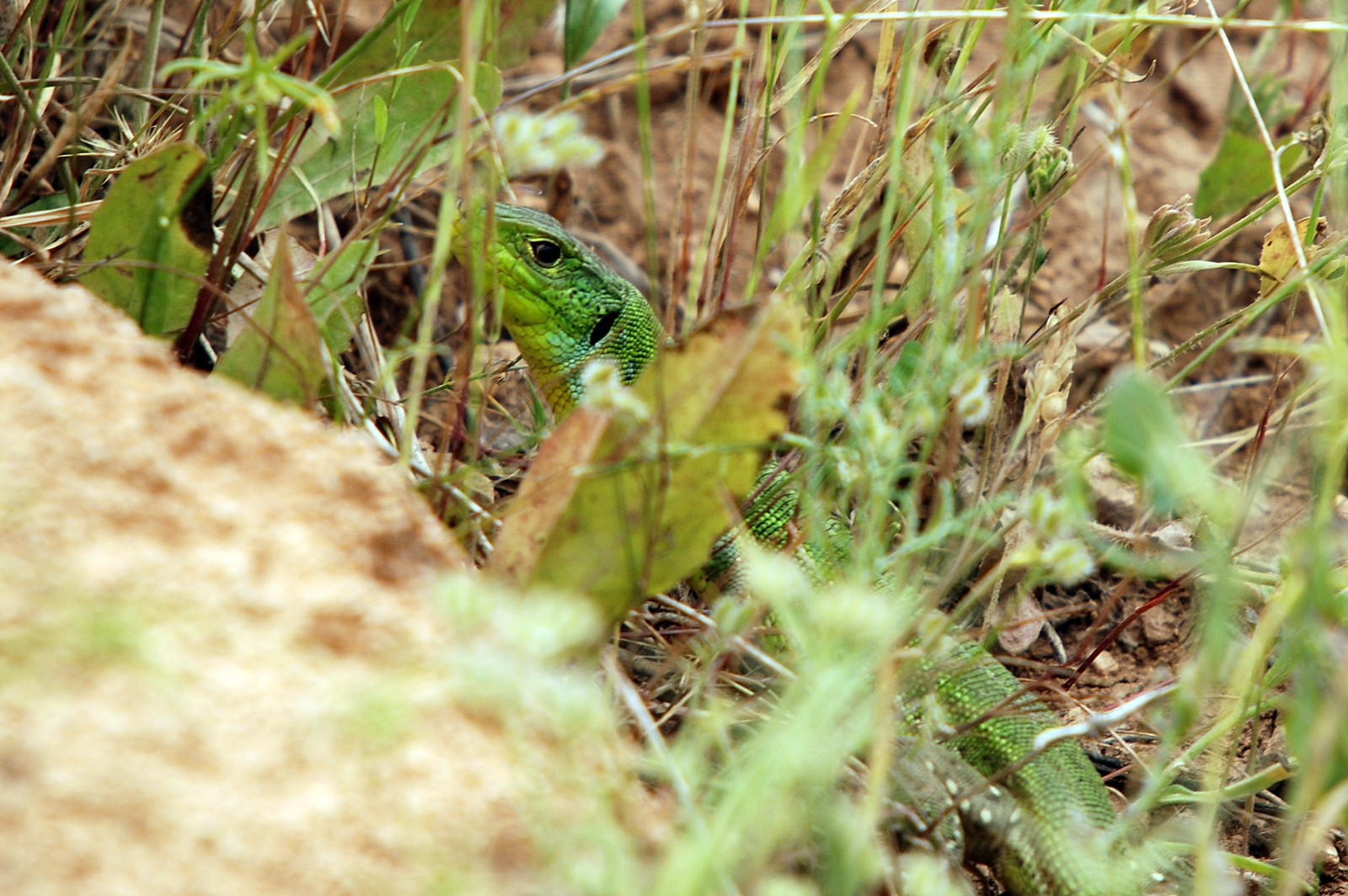
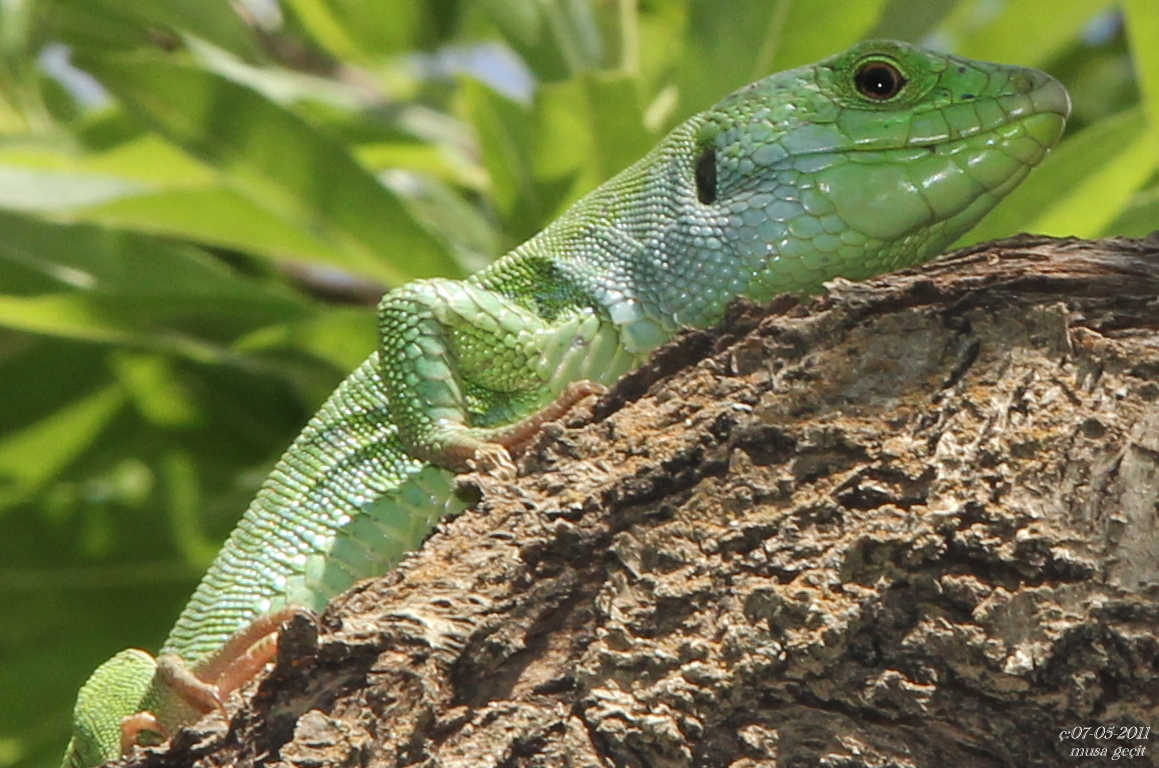